# Koszatniczkowate

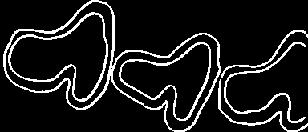
Kształt trzonowców rodziny Octodontidae

Koszatniczkowate, dawniej koszatniczki (Octodontidae) – rodzina ssaków z podrzędu jeżozwierzowców (Hystricomorpha) w obrębie rzędu gryzoni (Rodentia).

## Zasięg występowania
Rodzina obejmuje gatunki zamieszkująca tereny Ameryki Południowej.

## Charakterystyka
Koszatniczkowate są zwierzętami klasyfikowanymi jako małe lub średniej wielkości, o długości ciała (tułów wraz z głową) rzędu 150–400 mm przy masie ciała 80–300 g. Sierść tych gryzoni jest miękka i gęsta, o wybarwieniu na barwy od szarej do brązu. Charakteryzują je krótkie łapy o czterech palcach zakończonych pazurami, długimi wibryssami, stosunkowo dużą głową, dużymi i zaokrąglonymi uszami (mniejsze uszy ma jedynie naziemne i podziemne (Aconaemys i Spalacopus). Kość bębenkowa w części skroniowej czaszki jest dobrze rozwinięta Octodontomys, Octomys, Pipanacoctomys, Salinoctomys oraz – w sposób szczególnie wyraźny – u Tympanoctomys. Wzór zębowy koszatniczkowatych: I 1/1, C 0/0, P 1/1, M 3/3 (=20).
Nazwę rodzaju Octodon (łac. octo – osiem, gr. ὀδών (odon) – ząb) rodzina zawdzięcza ukształtowaniu trzonowców, a nie ilości zębów (raczej "ósemkowozębne" niż "ośmiozębne"). Koszatniczkowate to roślinożercy, żywią się bulwami, ziołami, kaktusami.

## Systematyka
Do rodziny koszatniczkowatych należą następujące występujące współcześnie rodzaje:
- Tympanoctomys Yepes, 1942 – wiskaczoszczur
- Pipanacoctomys Mares, Braun, Barquez & M.M. Díaz, 2000 – wiskaczoszczurek – jedynym przedstawicielem jest Pipanacoctomys aureus Mares, Braum, Barquez & M.M. Díaz, 2000 – wiskaczoszczurek złocisty
- Octomys O. Thomas, 1920 – pseudowiskacz – jedynym żyjącym współcześnie przedstawicielem jest Octomys mimax O. Thomas, 1920 – pseudowiskacz stokowy
- Octodontomys Palmer, 1903 – koszatnik – jedynym przedstawicielem jest Octodontomys gliroides (P. Gervais & d’Orbigny, 1844) – koszatnik pilchowaty
- Octodon E.T. Bennett, 1832 – koszatniczka
- Aconaemys Ameghino, 1891 – skalniczka
- Spalacopus Wagler, 1832 – kururo – jedynym przedstawicielem jest Spalacopus cyanus (G.I. Molina, 1782) – kururo niebieskawy

Pochodzenie grupy koronnej linii koszatniczkowatych (Octodontidae) jest datowane na późny miocen (7·8–9 mln lat temu) z głównym rozproszeniem  przypadającym na plio-plejstocen. Sprzyjało temu wypiętrzenie Andów. Grupa rozdzieliła się na dwa, czytelnie rozróżnialne klady: przystosowane do pustynnych warunków terenów obecnej Argentyny Tympanoctomys, Pipanacoctomys i Octomys, oraz klad „chilijski” w obrębie którego mieściły się: Aconaemys, Octodon i Spalacopus. Siostrzanym kladem dla tej drugiej grupy jest koszatnik pilchowaty (Octodontomys gliroides). Takson monofiletyczny koszatniczkowatych wyróżniał się indywidualnymi cechami morfologicznymi i genetycznymi.
Opisano również gatunki wymarłe:
- Abalosia Reig & Quintana, 1991[21] – jedynym przedstawicielem był Abalosia castellanosi (Rusconi, 1933)
- Acarechimys Patterson & Wood, 1982[22]
- Neophanomys Rovereto, 1914[23]
- Pithanotomys Ameghino, 1887[24]
- Praectenomys Villarroel, 1975[25] – jedynym przedstawicielem był Praectenomys rhombidens Villarroel, 1975